# Licques
 Licques  es una comuna y población de Francia, en la región de Norte-Paso de Calais, departamento de Paso de Calais, en el distrito de Calais y cantón de Guînes.
Su población en el censo de 1999 era de 1.440 habitantes.
Está integrada en la Communauté de communes des Trois Pays.

## Demografía
| 1296 | 1307 | 1389 | 1387 | 1351 | 1440 |
| Para los censos de 1962 a 1999 la población legal corresponde a la población sin duplicidades (Fuente: INSEE [Consultar]) |      |      |      |      |      |